# Dicranomyia (Dicranomyia) fasciata
Dicranomyia (Dicranomyia) fasciata is een tweevleugelige uit de familie steltmuggen (Limoniidae). De soort komt voor in het Australaziatisch gebied.